# DJ Bone
DJ Bone, de son vrai nom Eric Dulan, est un disc jockey américain de techno de Détroit. 

## Biographie
Sa carrière de producteur débute en 1999 sur le label Metroplex, avec l'EP Riding the Thin Line. DJ Bone fonde son label Subject Detroit en 1998 et poursuit une carrière internationale de DJ tout en maintenant une position underground, à l'image d'un Mad Mike.